# Hồng Hà, Hạ Long
Hồng Hà là một phường thuộc thành phố Hạ Long, tỉnh Quảng Ninh, Việt Nam. Phường này là nơi đặt trụ sở hành chính của tỉnh Quảng Ninh.
Phường Hồng Hà có diện tích 3,81 km², dân số năm 1999 là 11877 người, mật độ dân số đạt 3117 người/km².